# Sykes Glacier
Sykes Glacier är en glaciär i Antarktis. Den ligger i Östantarktis. Nya Zeeland gör anspråk på området. Sykes Glacier ligger 1 481 meter över havet.
Terrängen runt Sykes Glacier är bergig åt nordväst, men åt sydost är den kuperad. Trakten är obefolkad. Det finns inga samhällen i närheten. 